# Adrian Aliaj
Adrian Aliaj (ur. 24 września 1976 roku w Wlorze) – albański piłkarz, były obrońca chorwackiego klubu NK Solin.

## Kariera klubowa
Zadebiutował w narodowej lidze w wieku 16 lat. Przez jeden sezon grał w klubie KF Partizani. W 1995 przeszedł do zespołu Hannover 96, a następnie do Hajduka Split. W latach 1998–2000 występował w klubach pierwszoligowych - Standard Liège, Maccabi Petah-Tikva, Louvieroise i Charleroi. Od 2003 występował w zespołach drugoligowych: Oberhausen, francuskim Stade Brest i chorwackim NK Solin. Po zakończeniu kariery w 2007 zajął się transferami piłkarzy albańskich do klubów chorwackich.

## Kariera reprezentacyjna
Adrian Aliaj w reprezentacji narodowej rozegrał 29 meczów strzelając 8 goli. W eliminacjach do Euro 2004 strzelił zwycięską bramkę w meczu z Grecją (2-1). W styczniu 2007 oświadczył, że kończy karierę reprezentacyjną.